# 646 Kastalia
646 Kastalia је астероид главног астероидног појаса чија средња удаљеност од Сунца износи 2,324 астрономских јединица (АЈ).
Апсолутна магнитуда астероида је 12,5 а геометријски албедо 0,238.